# Uspallatapasset
Uspallatapasset är ett sadelpass i Argentina på gränsen till Chile. Passet ligger 3 855 meter över havet i Anderna.
Trakten runt Uspallatapasset är ofruktbar med lite eller ingen växtlighet.